# Ontario Reign
Ontario Reign är en ishockeyklubb i Ontario i Kalifornien, USA, grundad 2015.
Klubben spelar sedan säsongen 2015–16 i American Hockey League och är Los Angeles Kings farmarlag.
Laget spelar sina hemmamatcher i Citizens Business Bank Arena.